# HMS Southampton (83)
«Саутгемптон» (83) (англ. HMS Southampton (83) — військовий корабель, легкий крейсер типу «Таун» (1936) Королівського військово-морського флоту Великої Британії за часів Другої світової війни.
«Саутгемптон» був закладений 21 листопада 1934 року на верфі компанії John Brown & Company, Клайдбанк. 6 березня 1937 увійшов до складуу Королівських ВМС Великої Британії.